# Franz Schoberlechner

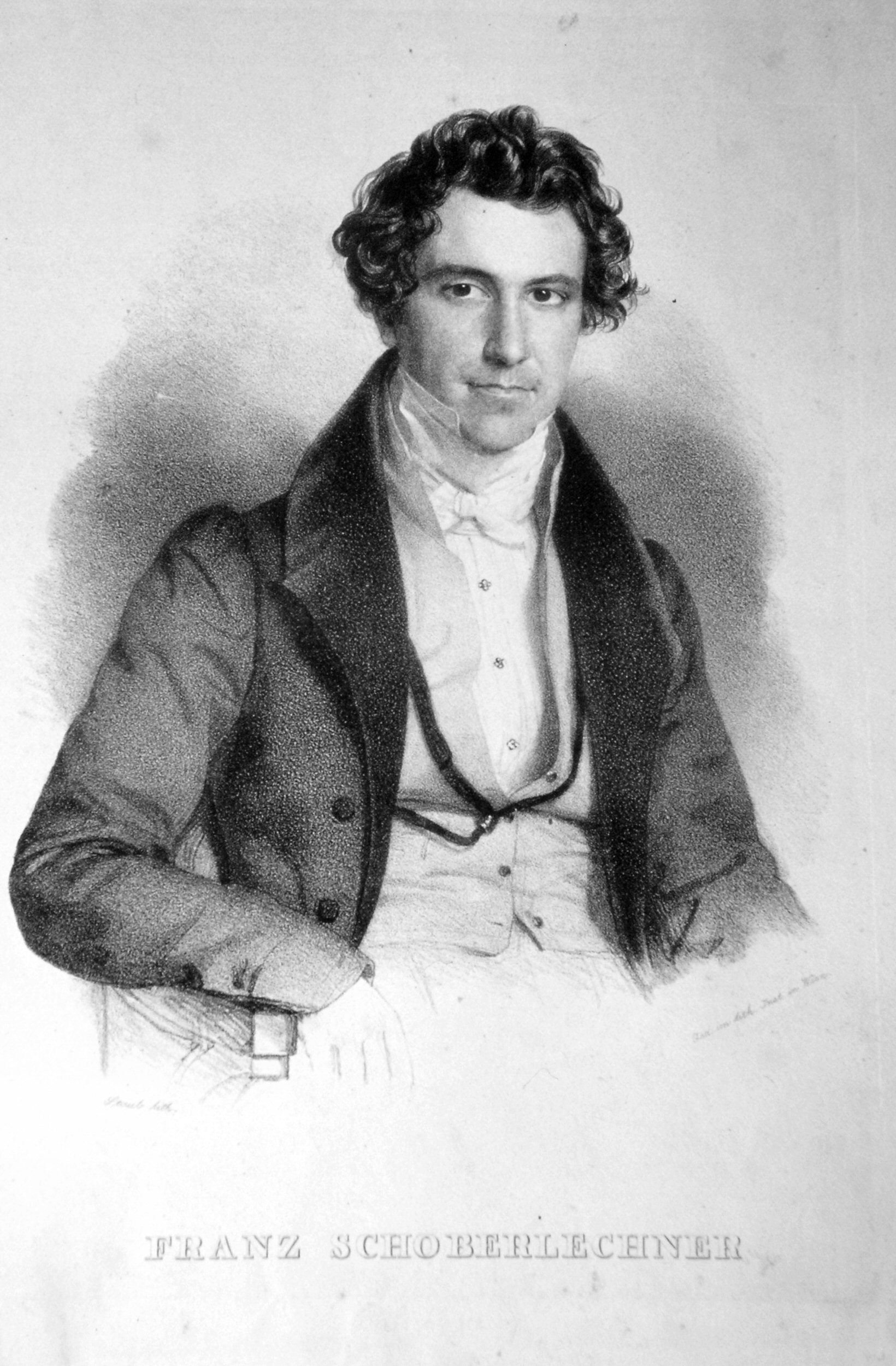
Franz Schoberlechner. Lithographie von Andreas Staub, um 1830

Franz de Paula Jakob Schoberlechner (* 21. Juli 1797 in Wien; † 7. Januar 1843 in Berlin) war ein österreichischer Pianist und Komponist.

## Leben und Werk
Franz Schoberlechner war Klavierschüler von Johann Nepomuk Hummel, dessen 2. Klavierkonzert er als Zwölfjähriger 1809 uraufführte. Kompositionsunterricht erhielt er bei Emanuel Aloys Förster. Als Vierzehnjähriger trat er mit einem Klavierkonzert und einer Sinfonie eigener Komposition in die Öffentlichkeit. 1814 folgte eine Konzertreise über Graz, Triest und Bologna nach Florenz, wo ein Requiem und eine Oper Schoberlechners aufgeführt wurden. In Lucca wurde er Hofkapellmeister der Herzogin Marie-Louise von Österreich, kehrte jedoch 1820 nach Wien zurück. Am dortigen Kärntnertortheater wurde seine Operette Der junge Onkel uraufgeführt. 1823 folgten Konzertreisen nach Deutschland und nach St. Petersburg, wo er sich 1824 mit der Sängerin Sophie Dall'Occa (1807–1863) verheiratete. Mit ihr unternahm er in der Folge längere Konzertreisen. Ab 1827 sang seine Frau für drei Jahre an der Italienischen Oper in Petersburg und Franz Schoberlechner schrieb für sie die Oper Il Barone di Dolzheim. In dieser Zeit wurde auch Alexander Dargomyschski sein Klavierschüler. 1831 übersiedelte das Ehepaar nach Italien und ließ sich auf einem Landsitz in der Nähe von Florenz nieder, unternahm aber weitere Konzertreisen. Während eines Aufenthalts in Berlin verstarb Schoberlechner 1843.
Franz Schoberlechner komponierte unter anderem mehrere Opern, zwei Klavierkonzerte, drei Variationenfolgen für Klavier und Orchester sowie Solowerke für Klavier, darunter ein Variationsbeitrag zu Anton Diabellis Sammlung Vaterländischer Künstlerverein.